# والریان زورین
والریان الکساندروویچ زورین (۱۴ ژانویه ۱۹۰۲ – ۱۴ ژانویه ۱۹۸۶) دیپلمات شوروی بود. در سال ۱۹۴۱ به وزارت امور خارجه پیوست و به عنوان سفیر کشورش در چکسلواکی (۱۹۴۵–۱۹۴۸) و سپس سفیر در آلمان غربی (۱۹۵۶–۱۹۵۸) منصوب شد. در سال ۱۹۶۰ رئیس هیئت نمایندگی شوروی در کنفرانس‌های خلع سلاح بود و در سال ۱۹۶۰ به عنوان نماینده دائم کشورش در سازمان ملل متحد منصوب شد. در طول ۴۵ سال خدمت در وزارت خارجه، برجسته‌ترین دوران کاری آقای زورین زمانی بود که از ۱۹۶۰ تا ۱۹۶۲ به‌عنوان نماینده ارشد شوروی در سازمان ملل حضور داشت؛ دوره‌ای که شامل بحران موشکی کوبا و بحران کنگو بود. زورین، بیشتر به خاطر رویارویی معروفش با آدلای استیونسون در ۲۵ اکتبر ۱۹۶۲، در جریان بحران موشکی کوبا، به یاد آورده می‌شود.

## زندگی و پیشه
والریان الکساندروویچ زورین در ۱۴ ژانویهٔ ۱۹۰۲ در نووچرکاسک در جنوب روسیه به دنیا آمد. در سال ۱۹۲۲ به حزب کمونیست شوروی پیوست و از ۱۹۲۲ تا ۱۹۳۲ در کمیتهٔ مرکزی کومسومول، سازمان جوانان کمونیست، خدمت کرد. او که متخصص در آموزش بود، در سال ۱۹۳۵ تحصیلات تکمیلی خود را در مؤسسه عالی کمونیستی آموزش به پایان رساند. زورین در سمت‌های مختلف حزبی در حوزهٔ آموزش فعالیت کرد و در سازماندهی جنبش «پیشگامان جوان»، سازمانی برای کودکان که بیشتر نوجوانان شوروی در آن عضو بودند، نقش داشت.
در سال ۱۹۴۱، هنگامی که آلمان به شوروی حمله کرد، او به وزارت امور خارجهٔ شوروی منتقل شد. او در دو سال پایانی جنگ، ریاست بخش اروپای مرکزی وزارت خارجه را بر عهده داشت و سپس نخستین سفیر پس از جنگ شوروی در چکسلواکی شد. به‌عنوان معاون وزیر خارجه پس از سال ۱۹۴۷، باور بر این بود که او بر تسلط کمونیست‌ها بر قدرت در چکسلواکی در فوریه ۱۹۴۸ نظارت داشته است. پس از دوره‌ای که در سال‌های ۱۹۵۵–۱۹۵۶ به‌عنوان سفیر در آلمان غربی خدمت کرد، تا مأموریت خارجی بعدی‌اش به‌عنوان فرستاده به فرانسه (۱۹۶۵ تا ۱۹۷۱) بار دیگر معاون وزیر خارجه بود. سپس به‌عنوان «سفیر ویژه» در امور حقوق بشر منصوب شد. زورین در سال ۱۹۵۶ به عضویت کمیته مرکزی حزب برگزیده شد و از ۱۹۶۱ تا ۱۹۷۱ عضو کامل آن بود.
در سال ۱۹۶۰ پس از پنج سال خدمت در بن، به نیویورک رفت تا وظایف نماینده دائم کشورش در سازمان ملل را بر عهده گیرد. اگرچه این سمت را تنها تا سال ۱۹۶۲ حفظ کرد، اما با یک رویارویی در شورای امنیت در آغاز بحران موشکی کوبا، تأثیری ماندگار بر جای گذاشت. در ۲۵ اکتبر ۱۹۶۲، آدلای استیونسون، همتای آمریکایی او، از جا برخاست تا زورین را به چالش بکشد که انکار کند اتحاد شوروی واقعاً موشک‌های تهاجمی در کوبا مستقر کرده است. زورین که غافلگیر شده بود، نه پاسخ مثبت داد و نه منفی، بلکه به اعضای دیگر شورا القا کرد که ادعای آمریکا باورکردنی نیست. در آن لحظه، استیونسون با نمایش عکس‌ها و نقشه‌های بزرگ‌شده، محل استقرار موشک‌ها را مشخص کرد. زورین اصرار داشت که استیونسون با «مدارک جعلی» سروکار دارد و ایالات متحده هیچ مدرکی ندارد. استیونسون با فشار دوباره پاسخ صریح خواست: «بله یا خیر؟ منتظر تفسیر نباشید. بله یا خیر.» زورین در پاسخ به زبان روسی گفت: «من در دادگاه آمریکایی نیستم، آقا، و بنابراین مایلم به پرسشی که به شیوه بازپرس از من پرسیده می‌شود، پاسخ ندهم. در زمان مناسب، آقا، پاسخ خود را خواهید گرفت.» استیونسون در پاسخ گفت که زورین «در دادگاه افکار عمومی جهان» است و جمله‌ای ماندگار افزود: «من آماده‌ام برای پاسخم تا یخ‌زدن دوزخ هم صبر کنم، اگر این تصمیم شماست. و همچنین آماده‌ام مدارک را همین‌جا ارائه دهم.» در این لحظه، تنش در سالن شورا با خنده حضار فروکش کرد و سرانجام زورین نیز خندید.
پس از ترور جان اف کندی در سال ۱۹۶۳، زورین بیانیه‌ای بحث‌برانگیز درباره علل احتمالی قتل رئیس‌جمهور آمریکا منتشر کرد که در آن باور به اینکه کندی به دست یک افراطی چپ‌گرا، لی هاروی اسوالد، کشته شده را رد کرد و در عوض گمانه‌زنی نمود که این حادثه ممکن است نتیجه دیدگاه‌های پیشرو کندی درباره حقوق مدنی و همچنین ناشی از عملکرد «اوباش» جنوب آمریکا بوده باشد.
از ۱۹۶۵ تا ۱۹۷۱، زورین به‌عنوان سفیر شوروی در فرانسه خدمت کرد. در سال ۱۹۷۱، او به‌عنوان سفیر ویژه در وزارت امور خارجه اتحاد شوروی منصوب شد. در بیست‌ودومین و بیست‌وسومین کنگره ی حزب کمونیست شوروی در سال‌های ۱۹۶۱ و ۱۹۶۶، زورین به عضویت کمیته مرکزی حزب کمونیست اتحاد شوروی انتخاب شد.

## درگذشت
والریان زورین، پس از یک بیماری طولانی در ۱۴ ژانویه ۱۹۸۶، روز تولد ۸۴ سالگی‌اش، درگذشت. در روزنامهٔ حزب کمونیست پراودا، در یادداشتی که به امضای ادوارد شواردنادزه وزیر خارجه و اعضای پولیتبورو رسیده بود، مرگ او رسماً اعلام شد. در این آگهی ترحیم آمده بود: «یاد والریان زورین، کمونیستی اصولی، کارگری خستگی‌ناپذیر، مردی با تدبیر و فروتن، همواره در قلب‌های ما باقی خواهد ماند».

## زندگی شخصی
نزدیکانش می‌گفتند که شور و علاقهٔ واقعی او موسیقی بود و بسیار افسوس می‌خورد که در زمینهٔ سرودن شعر تنها در حد یک آماتور باقی ماند.

## جوایز
از میان نشان‌های افتخاری که طی سال‌ها دریافت کرد، می‌توان به نشان لنین، عالی‌ترین افتخار کشورش، اشاره کرد که او سه بار آن را دریافت کرد.